# Arcangues
Arcangues è un comune francese di 3 212 abitanti situato nel dipartimento dei Pirenei Atlantici nella regione della Nuova Aquitania.

## Società

### Evoluzione demografica
Abitanti censiti

## Immagini di Arcangues

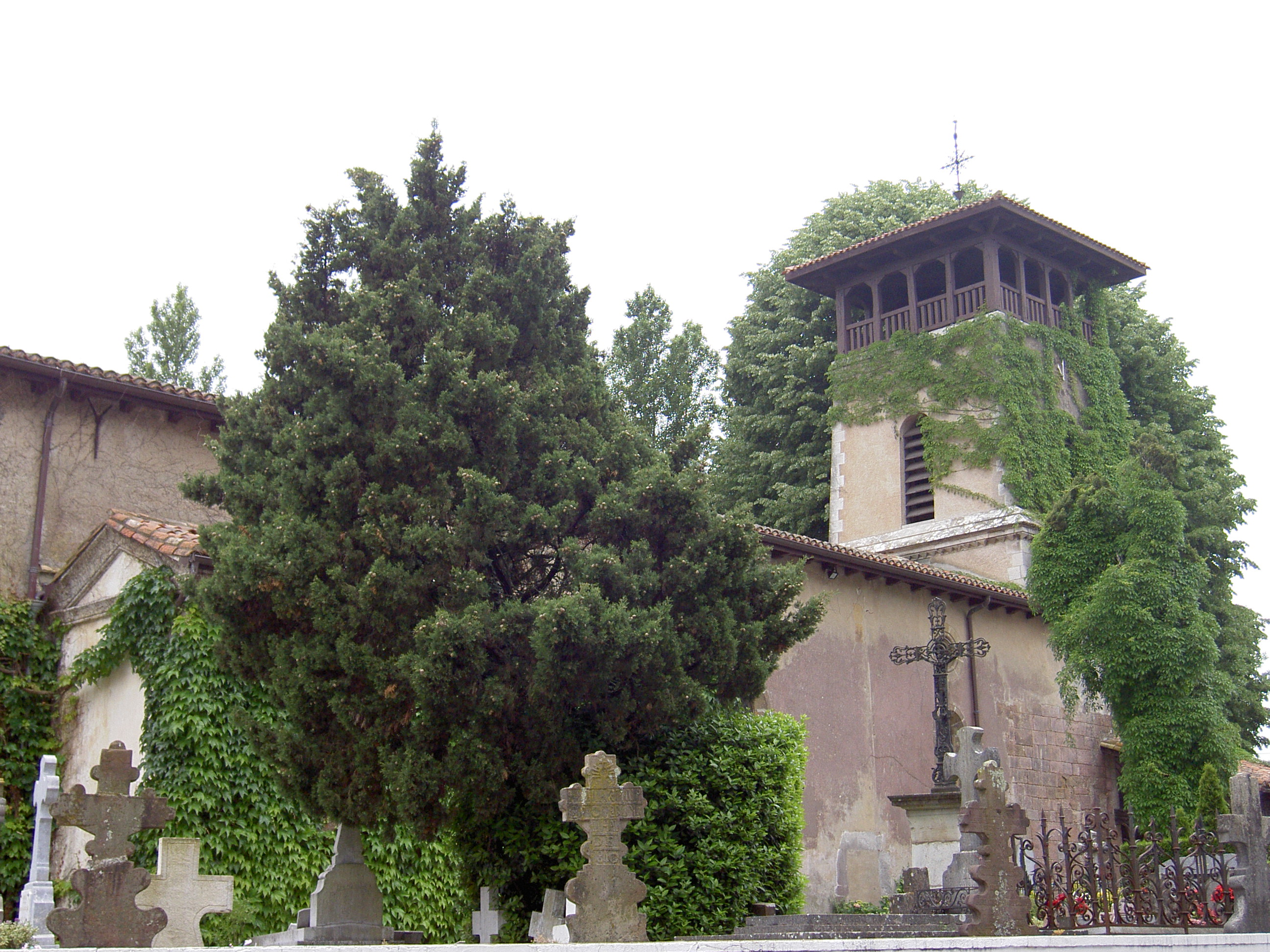
Chiesa di San Giovanni Battista ad Arcangues
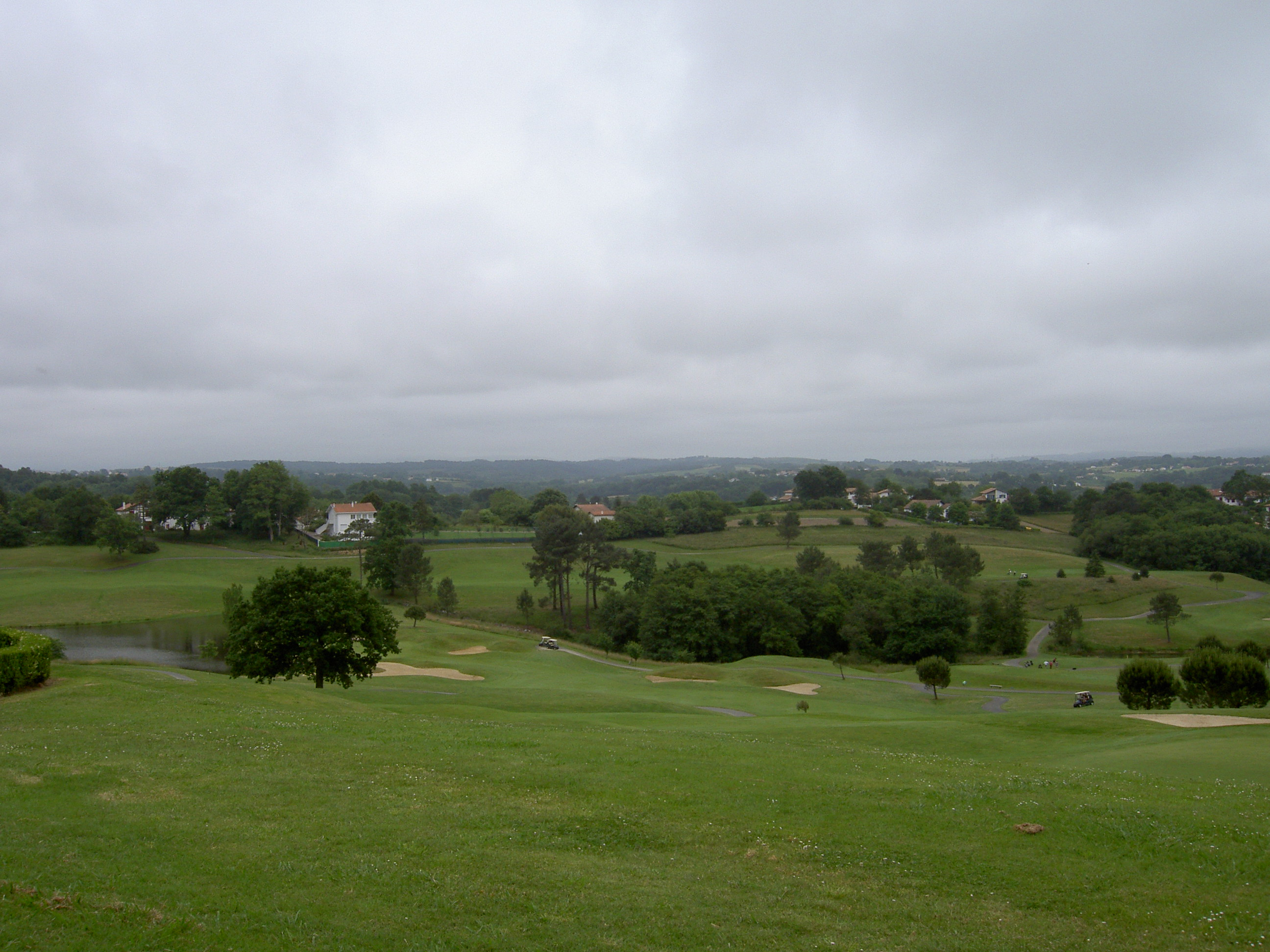
Campo di golf di Arcangues
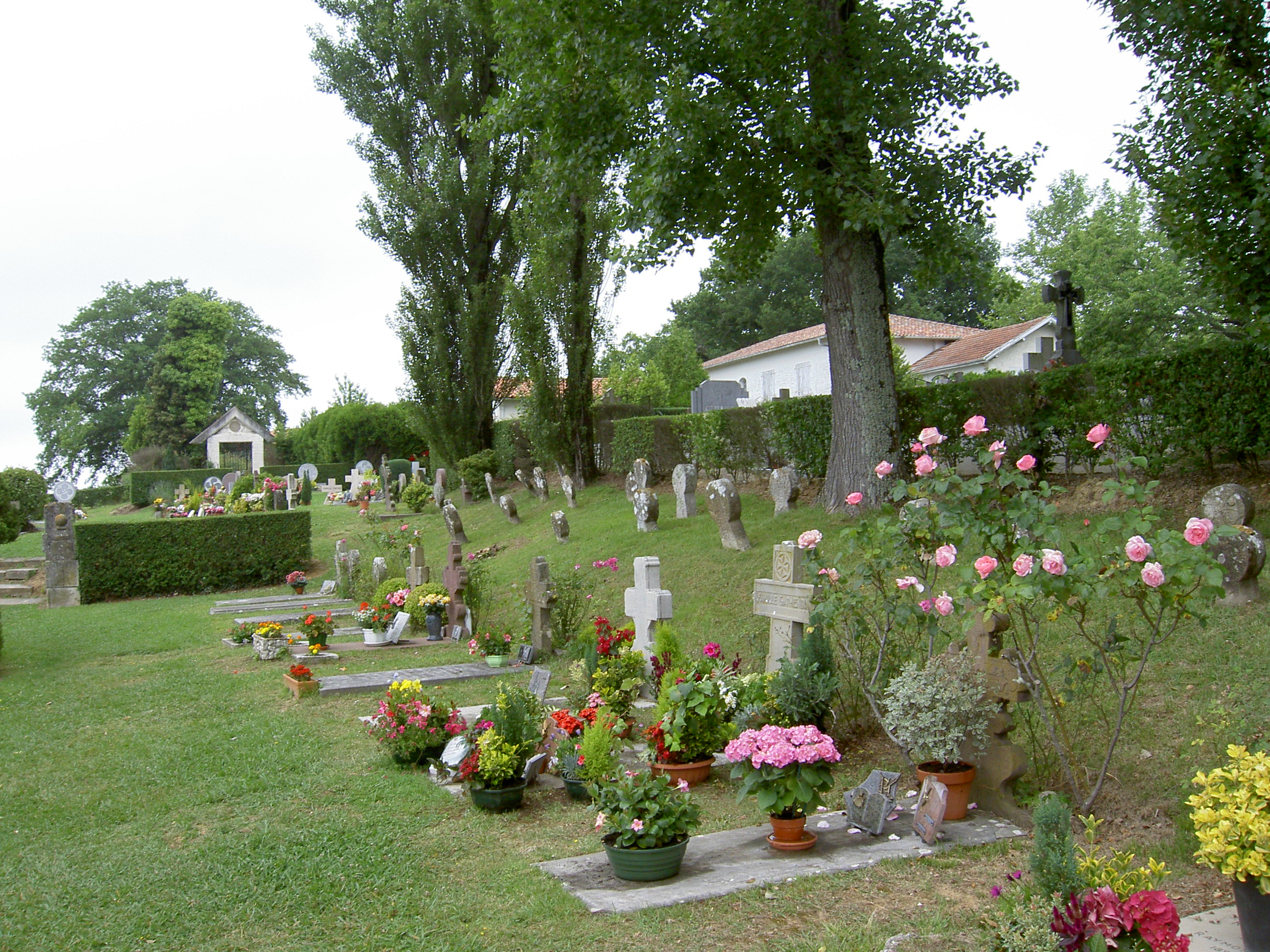
Cimitero di Arcangues con caratteristiche tombe basche